# Post-hardcore
Post-hardcore (em português: pós-hardcore) é um gênero músical derivado do hardcore punk. Mantém a agressividade e a intensidade do hardcore mas possui um maior grau de expressão criativa e introversão emocional. Foi inicialmente inspirado pelo pós-punk e noise rock. Assim como o pós-punk, o termo foi aplicado a uma ampla gama de grupos que transformaram a agressividade do hardcore em experimentações e expressões artísticas.

## Características
Seu gênero de origem – hardcore punk, no geral apresenta temas panfletários ou políticos, andamentos muito rápidos, volume alto e níveis de graves pesados, bem como uma ética do "faça você mesmo". O banco de dados da AllMusic declarou: 
Essas bandas mais novas, chamadas de post-hardcore, muitas vezes encontraram maneiras complexas e dinâmicas de desabafar o que geralmente saíam do reino estrito do hardcore de 'regras rápidas e barulhentas'. Além disso, muitos dos vocalistas dessas bandas eram tão propensos a entregar suas letras com um vocal mais emotivo e expressivo. Variando entre tons melódicos ou um grito maníaco.
O post-hardcore é marcado por seus ritmos precisos e bases de guitarras, progressões melódicas e expressivas que entram em contraste com performances vocais limpas, algumas vezes incorporando vocais gritados (quando os gritos são mais frequentes e agudos, utiliza-se vulgarmente o termo screamo). O gênero desenvolveu um equilíbrio único entre dissonância e melodia, em parte dividindo característica agressiva, rápida e energética do hardcore punk em algo mais sensível e introvertido, com estruturas de tensão sutis e mais aberta. Vocais do estilo podem alternar entre limpos ou gritados e costumam alcançar notas mais altas. Os riffs de guitarra trabalham de forma à construir uma característica instrumental expressiva, por vezes melancólica e emotiva que geralmente foge do padrão instrumental agressivo do hardcore. Algumas bandas fazem o uso de breakdowns, sendo este mais associado ao metalcore. O breakdown foi criado em 1985 como uma amálgama do reggae e do metal da banda de hardcore punk Bad Brains. O post-hardcore divide com suas raízes do hardcore uma consciência intensa e social. O pós-punk britânico do final dos anos 1970 e início dos anos 1980 foi visto como influente no desenvolvimento musical de bandas post-hardcore. Conforme o gênero progredia, alguns desses grupos também experimentaram uma ampla gama de influências, incluindo post-rock, dub, funk, jazz e dance-punk. Também foi notado que, uma vez que algumas bandas post-hardcore incluíam membros que estavam enraizados no início do hardcore punk, alguns deles foram capazes de expandir seu som à medida que se tornaram músicos mais habilidosos.
O gênero ainda inclui bandas com influências de art punk, como Fugazi, Drive Like Jehu, Rites of Spring, Glassjaw, Moss Icon, Quicksand, Whisper, Campaign e Hoover.
O post-hardcore permaneceu durante a cena alternativa da década de 1990 com bandas como Helmet e Jawbox. Nos anos 2000, o gênero experimentou certa popularidade junto ao emo. Também foi misturado a estilos mais pesados de hardcore e metal extremo. Houve uma tendência de bandas de metalcore e até mesmo deathcore em apresentar influências do post-hardcore em sua sonoridade. Bandas da década de 2000 como Atreyu, Bring Me the Horizon, A Day to Remember, Attack Attack! e Asking Alexandria costumavam incluir as sensibilidades do post-hardcore aos sons mais pesados e agressivos do metalcore. Atualmente, o gênero ainda prospera em círculos mais alternativos e undergrounds, assim como em formas novas e mais radicais.
Gêneros e estilos relacionados incluem o emocore, o hardcore melódico e o math rock, os quais compartilham uma herança comum com o post-hardcore, entretanto esses estilos divergiram-se e desenvolveram-se unicamente dentro deles mesmos.

## História

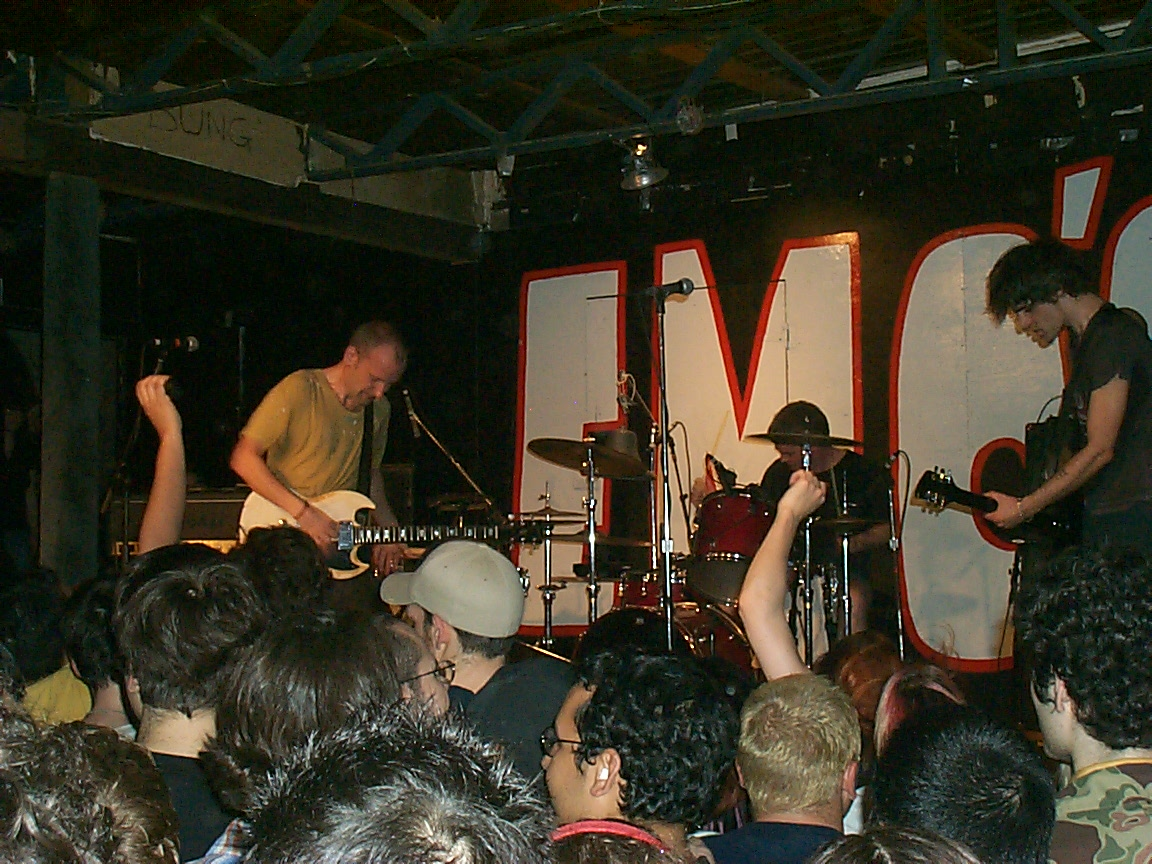
Fugazi durante a sua última turnê pré-hiato em 2002

O movimento social Revolution Summer ocorrido durante o verão de 1985 foi um importante marco na história do desenvolvimento do hardcore punk dentro da cena de Washington, DC. O post-hardcore começou em meados da década de 1980 com bandas como Hüsker Dü, Minutemen e Rites of Spring. Grupos como Saccharine Trust, Naked Raygun e The Effigies, que estavam ativos por volta da década de 1980, são considerados precursores do post-hardcore. A sonoridade da banda Naked Raygun, de Chicago, formada em 1981, foi vista como uma fusão de influências pós-punk de bandas como Wire e Gang of Four com o hardcore punk. Da mesma forma, The Effigies, que também veio da cena de Chicago, lançou músicas influenciadas pelo hardcore punk de Minor Threat e o pós-punk britânico de bandas como The Stranglers, Killing Joke e The Ruts.

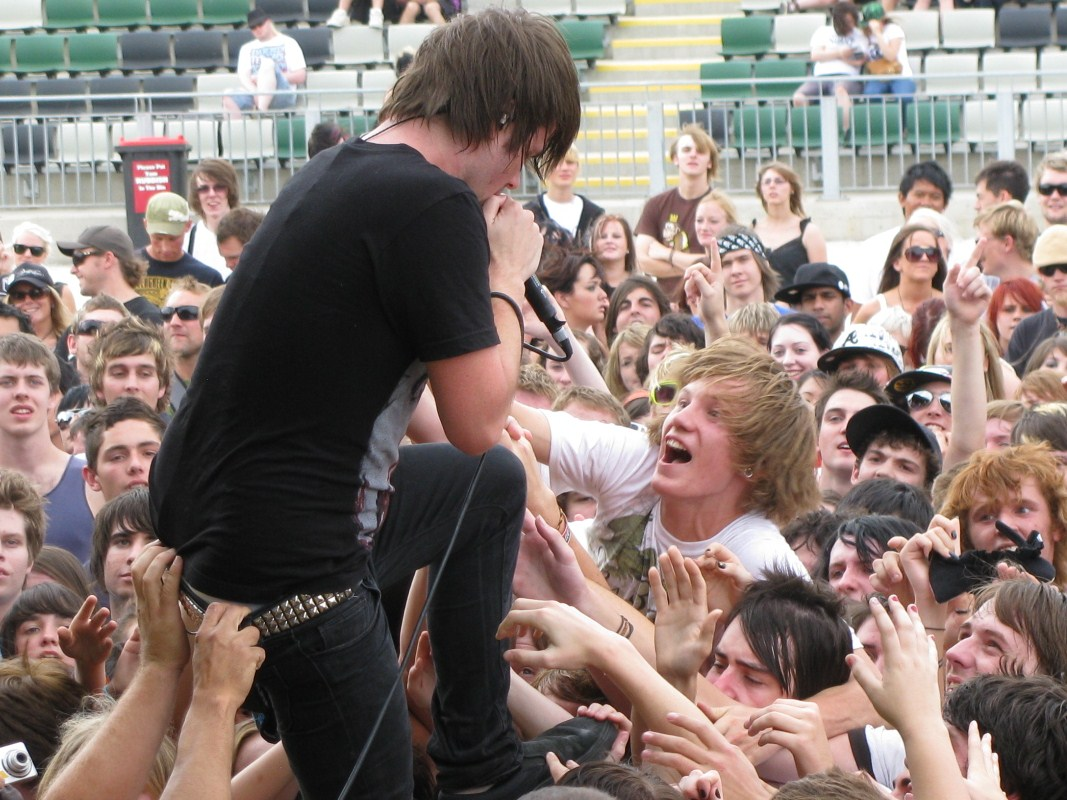
Shane Told durante um concerto com o Silverstein

 O gênero se expandiu nas décadas de 1980 e 1990 com lançamentos de bandas de cidades que estabeleceram cenas de hardcore, como Fugazi de Washington, D.C além de grupos como Big Black e Jawbox.

No início dos anos 2000, o post-hardcore (ao lado do subgênero emo) alcançou sucesso mainstream com a popularidade de bandas como My Chemical Romance, AFI, Underoath, Hawthorne Heights, The Used, Silverstein, At the Drive-In e Senses Fail. Na década de 2010, bandas post-hardcore como Sleeping with Sirens e Pierce the Veil alcançaram algum grau de sucesso e bandas como Title Fight e La Dispute experimentaram popularidade underground.

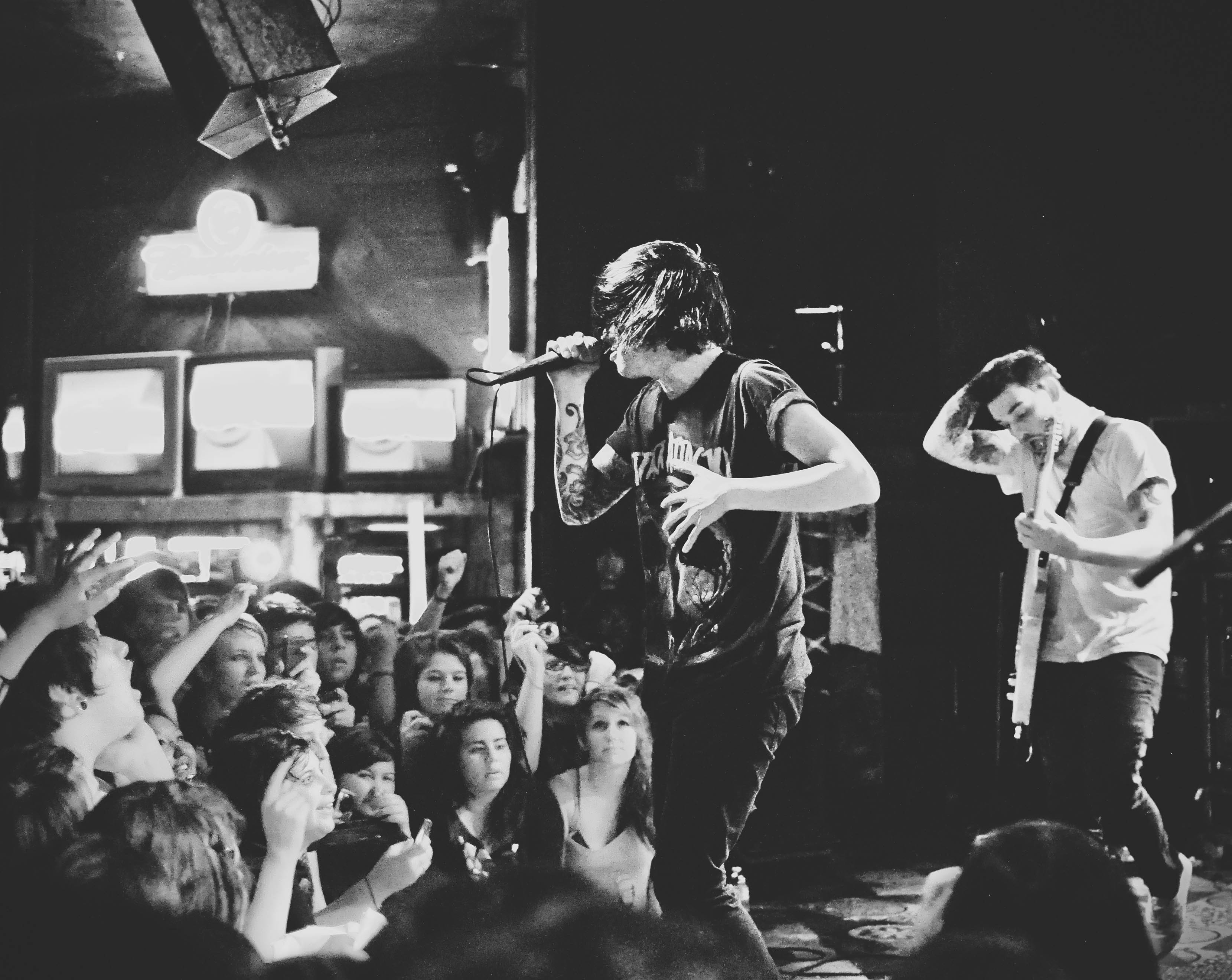
Sleeping With Sirens